# 1,000 Dollars a Minute
1,000 Dollars a Minute é um filme estadunidense de 1935, do gênero comédia , dirigido por Aubrey Scotto e estrelado por Roger Pryor e Leila Hyams.

## Produção
Produzido e lançado no primeiro ano da Republic Pictures, Mil Dólares por Minuto tem a distinção de ter sido o primeiro filme do estúdio a receber uma indicação ao Oscar da Academia de Artes e Ciências Cinematográficas: a produção foi indicada na categoria Melhor Mixagem de Som.

## Sinopse
Dois milionários apostam que o repórter Wally Jones não conseguirá gastar 720.000 dólares em doze horas. Devido a uma série de coincidências, Wally torna-se o principal suspeito de um assalto a um banco. Agora, além de gastar o dinheiro, ele precisa também manter-se dois passos à frente da polícia.

## Principais premiações
| Prêmio | Categoria             | Situação |
| ------ | --------------------- | -------- |
| Oscar  | Melhor Mixagem de Som | Indicado |

## Elenco
| Ator/Atriz        | Personagem        |
| ----------------- | ----------------- |
| Roger Pryor       | Wally Jones       |
| Leila Hyams       | Dorothy Summers   |
| Edward Brophy     | Benny Dolan       |
| Sterling Holloway | Pete              |
| Edgar Kennedy     | Policial McCarthy |
| Purnell Pratt     | Charlie           |
| Herman Bing       | Vanderbrocken     |
| Arthur Hoyt       | Joalheiro         |
| William Austin    | Vendedor          |
| Franklin Pangborn | Reville           |
| George Hayes      | Watson            |